# Guizhaphaenops zhijinensis
Guizhaphaenops zhijinensis is een keversoort uit de familie van de loopkevers (Carabidae). De wetenschappelijke naam van de soort is voor het eerst geldig gepubliceerd in 2004 door Ueno & Ran.